# Phacelurus
Phacelurus es un género de plantas herbáceas de la familia de las poáceas. Es originario de África hasta Indochina y Japón.
Están excluidos los géneros Jardinea, Pseudovossia, Thyrsia.

## Citología
El número cromosómico básico es x = 10, con números cromosómicos somáticos de 2n = 20 y 40. Hay especies diploides y tetraploides.

## Especies
- Phacelurus angustifolius
- Phacelurus caespitosus
- Phacelurus cambogiensis
- Phacelurus congoensis
- Phacelurus digitatus
- Phacelurus franksae
- Phacelurus gabonensis
- Phacelurus glaucus
- Phacelurus huillensis
- Phacelurus latifolius
- Phacelurus schliebenii
- Phacelurus speciosus
- Phacelurus trichophyllus
- Phacelurus zea